# Мехти-хан Касымлу
Мехти-хан Касымлу (азерб. Mirmehdi xan Qasımlı-Əfşar, 1747—1752) — хан, основавший Эриванское ханство, происходил из ветви Касымлу рода Афшаридов, был правителем Еревана при жизни Надир -шаха.

## История
После убийства Надир-шаха в ночь с 19 на 20 июля 1747 года возникла большая неразбериха, со всех сторон стали предъявляться претензии на престол. В этой борьбе племянник Надир-шаха Али-Кули хан был временно приведён к власти под именем Адил-шаха. Однако новый шах не смог предотвратить появление независимых ханств. Ханы, стремясь стать независимыми, в борьбе с претендентами на престол создавали свои небольшие феодальные государства.
Губернатор Тебриза Амираслан-хан отправил Мир-Мехти хана, одного из афшарских генералов, со своими войсками в Ереван, чтобы подавить восстание против правительства. Однако Мехти хан пришёл к соглашению с ереванцами, присоединился к ним и стал руководить восстанием. Мир-Мехти-хан, Тала Хасан-хан, курды и афшары объединили свои силы и выступили против Амираслан-хана с примерно 30-тысячным войском. Объединённые войска напали на город Урмию, захватили все находящиеся там сокровища хана и поделили их между собой. Вскоре после этого события Ибрагим-шах, пришедший к власти путём свержения Адил-шаха, победил и убил Амираслан-хана.
Мир Мехди-хан проводил политику расширения территории своего ханства, и с этой целью он напал на Урмийское ханство в 1748 году. Правитель Урмии Фатх-Али-хан Афшар потерпел поражение и был вынужден уступить Мехти хану определённые области своего ханства.
Однако летом 1749 года на само Эриванское ханство напало другое, уже Карабахское ханство. Карабахский Панах Али-хан с 4-ю тысячным войском перешёл границы Эриванского ханства и двинулся на земли вокруг Эчмиадзина. Армяне для защиты от мусульман обратились за помощью к царю Ираклию II. Ираклий II собрал войска и направил их против Панах Али-хана. Потерпев в бою тяжелое поражение, Панах Али-хан отступил.
Мир-Мехти хан решил наказать армян, тайно связавшихся с Картли-Кахетинским дворцом. Царь Теймураз, искавший предлога для вмешательства во внутренние дела Еревана, в сентябре 1749 года двинулся на Ереван с 25-ю тысячным войском, воспользовавшись призывом армян. Не в силах сопротивляться, Мир-Мехти хан прекращает заключает мир с Теймуразом. 22 ноября царские войска оставили ханство и вернулись.
После этого, Фетл-Али отправил туда своего союзника Азад-хана Афгана в конце 1751 года. Мир Мехди-хан обратился к Ираклию II, правителю Картли. Ираклий II послал ему войско, состоящее из азербайджанцев племени казахов и борчали, и таким образом Мир-Мехти хан отбил атаки Азад хана.
Воспользовавшись ослаблением власти Мир-Мехти-хана, Фетх-Али шах решил захватить Ереван. Под предводительством Азад-хана в 1751 году к Еревану направили 30-тысячное войско, осаждавшие Эриванскую крепость. Грузинский царь двинулся к городу для защиты Еревана. Войска Ираклия II потерпели поражение в битве. Таким образом, Мир-Мехди-хан был отстранён от власти, а ханом Еревана в 1752 году был назначен Халил-хан Узбек.